# Frank Klüger
Frank Klüger (* 1944 in Elsterberg) ist ein deutscher Klarinettist, Komponist, Herausgeber musikpädagogischer Literatur und Ensemble-Leiter.

## Leben
Von 1950 bis 1961 besuchte Frank Klüger die Musikschule in Greiz mit den Fächern Violine, Musiklehre, Klarinette und Klavier. Daran schloss sich von 1961 bis 1967 ein Musikstudium an – zunächst an den Konservatorien in Zwickau und Halle und dann an der Hochschule für Musik Dresden mit dem Hauptfach Klarinette.
Seit 1970 arbeitet er musikpädagogisch, ab 1970 zunächst an der Musikschule Saalfeld und seit 1976 am Robert-Schumann-Konservatorium Zwickau als Lehrer für Klarinette, Kammermusik und Methodik. Dort ist er auch Fachberater für die Holzbläserausbildung.
1984 gründete er das Sächsische Klarinettenensemble, dessen Leiter er bis heute ist. Seit 1992 ist er Dozent der Holzbläser des Landesjugendorchesters Sachsen.
Als Interpret ist er sowohl kammermusikalisch als auch im Orchester und solistisch tätig.
Außerdem ist Klüger Herausgeber und Autor von Unterrichtsliteratur für Klarinette und Fachberater des Verbandes deutscher Musikschulen für Klarinette und Ensemblespiel. Von 1990 bis 2003 war er Vorstandsmitglied des Landesverbandes der Musikschulen Sachsen. Er zählt damit zu den vielseitigsten Musikern in Sachsen. Im Jahr 2010 wurde ihm die Johann Walter Plakette verliehen.

## Werke (Auswahl)
- Spielbuch für Klarinette und Klavier [1]. 1981
- Spielbuch für Klarinette und Klavier 2. 1986
- Ludwig Wiedemann: 75 Etüden für Klarinette. Breitkopf-und-Härtel-Musikverlag, Leipzig 1986
- Zum Üben und Konzertieren. Deutscher Verlag für Musik, Leipzig / Bärenreiter-Verlag, Kassel [u. a.] 1988
- Spielbuch für Klarinette und Klavier. 1990
- Klarinettenkompendium. Zum Einblasen und täglichen Üben. Friedrich Hofmeister, Hofheim (Taunus) / Leipzig 1993
- Leichte Vortragsstücke für Klarinette in B und Klavier. Schott, Mainz [u. a.] 1994
- Immer wieder Klarinette. Friedrich Hofmeister, Hofheim (Taunus) / Leipzig 1999

## Diskografie
- Johannes Reiche: Incontro. Born & Bellmann, Ostrau (Halle) [2000]